# Die schweigsame Frau
Die schweigsame Frau ist eine Komische Oper in drei Aufzügen (Opus 80; TrV 265) von Richard Strauss. Sie ist seine elfte Oper. Das Libretto stammt von Stefan Zweig nach Ben Jonsons Komödie Epicoene or The Silent Woman.

## Handlung

### Erster Aufzug
Seit Jahren lebt Kapitän Morosus, dessen Gehör nach einer Explosion großen Schaden erlitten hat, mit seiner Haushälterin sehr zurückgezogen. Jedoch geht ihm das Geschwätz dieser auffallend redseligen Frau sehr auf die Nerven. Sein Barbier gibt ihm den Rat, die Alte vor die Tür zu setzen und sich eine junge ruhige Frau zu nehmen. Plötzlich erscheint sein verschollen geglaubter Neffe Henry. Er wird freudig empfangen und darf sich mit seiner Frau Aminta und ein paar Freunden bei ihm einquartieren. Es stellt sich jedoch heraus, dass es sich bei den Freunden um eine Operntruppe handelt, die mit ihren Proben das einstmals ruhige Haus in ein Theater verwandelt. Da Henry nicht von seiner Frau Aminta, der Primadonna der Truppe (Morosus: „… eine Ohrenschinderin!“) und der Oper im Allgemeinen lassen will, wirft der Kapitän die Truppe aus seinem Haus und enterbt Henry noch dazu. Er will nun kurzerhand selbst für einen Erben sorgen und beauftragt seinen Barbier, ihm eine Frau zu suchen. Dieser wendet sich jedoch mit einer Idee an Henry: Man solle dem Onkel eine stille und schweigsame Frau zuführen, die sich nach der Hochzeit in eine Furie verwandelt und dem alten Kapitän so lange das Leben zur Hölle macht, bis er seine Segel streicht.

### Zweiter Aufzug
Die Operntruppe beginnt mit ihrer Posse. Gleich am nächsten Tag führt der Barbier dem Kapitän drei Heiratskandidatinnen vor, einen Bauerntrampel, ein hochnäsig gebildetes Fräulein und Aminta als bescheidene, schüchterne „Timidia“, die sofort das Herz des Morosus erobert. Sogleich bestellt der Barbier einen Pfarrer und einen Notar, die ebenfalls aus der Schauspieltruppe stammen, und die Trauung wird vollzogen. Unmittelbar danach kommen Nachbarn und Seeleute zum Gratulieren ins Haus und entfachen ein Gelage. Der Gatte sinkt erschöpft zusammen. Nun tritt Aminta in Aktion. Obwohl sie die Zuneigung, die Morosus ihr entgegenbringt, sehr rührt, verwandelt sie sich in ein eigensinniges, kratzbürstiges und keifendes Frauenzimmer. Da erscheint Henry als Retter in der Not. Er beruhigt Aminta und verspricht dem Onkel alles zu tun, dass er sein widerspenstiges Weib schnell los werde, worauf sich beide versöhnen und der Onkel sich erleichtert zur Ruhe begibt. Henry schließt Aminta, die Mitleid mit dem alten Herren empfindet, zufrieden in seine Arme.

### Dritter Aufzug
Am nächsten Tag treibt es Aminta noch toller mit Morosus. Sie bestellt Handwerker, die ständig Lärm machen. Zudem hat sie einen Pianisten und einen Gesangslehrer bestellt, die mit ihr üben. Der Kapitän ist völlig fassungslos. Schließlich kommen ein „Lord Oberrichter“ und „Zwei Advokaten“, die über die angehende Scheidung beraten. Sie weisen jedoch jeden vorgetragenen Scheidungsgrund zurück. Es erscheint ein Zeuge – Henry – der sich als Geliebter Amintas ausgibt. Auch dieser Grund wird abgewiesen, da Amintas Unschuld und Vorleben keine Bedingung für die Ehe gewesen war. Morosus ist einem Nervenzusammenbruch nahe. Nun erscheint es Henry und Aminta an der Zeit reinen Tisch zu machen. Alle lassen ihre Masken fallen, und Aminta bittet den Kapitän um Verzeihung. Nachdem sich der Kapitän kurz Luft gemacht hat, überfällt ihn ein befreiendes Lachen. Überglücklich heißt er nun die Verbindung Henrys mit Aminta gut, gibt dieser seinen Segen und setzt Henry wieder als Erben ein. Er ist zufrieden mit sich und der Welt und hat in seinem Inneren die ersehnte Ruhe gefunden. Die Oper schließt mit einem Monolog des Morosus: „Wie schön ist doch die Musik, aber wie schön erst, wenn sie vorbei ist!“

## Werkgeschichte

### Dichtung und Komposition
Nach dem Tode Hugo von Hofmannsthals glaubte Strauss, am Ende seines Opernschaffens angelangt zu sein. Er rechnete nicht damit, noch einmal einen Textdichter gleichen Niveaus finden zu können. Selbst als sich die Verbindung mit Stefan Zweig ergab, zweifelte Strauss zunächst daran. Jedoch freundete er sich spontan mit Zweigs Vorschlag an, Ben Jonsons Komödie Epicoene, or The Silent Woman von 1609 als Operntext zu vertonen. Die Komposition begann 1932, im Januar 1933 überreichte Zweig den letzten Teil seines Librettos, welches Strauss als „das beste Libretto für eine opera comique seit Figaro“ bezeichnete und das er ohne jegliche Änderungswünsche vertonte. Im Oktober 1934 wurde die Komposition im Grunde beendet, allerdings stellte Strauss im Januar 1935 noch eine Potpourri-Ouvertüre voran.

### Eklat um die Uraufführung
Die Uraufführung in Dresden gestaltete sich schwierig. Strauss war das letzte noch lebende weltweit anerkannte musikalische Aushängeschild Deutschlands. Deswegen konnte Strauss eine Aufführung der Oper trotz ihres (inzwischen emigrierten) jüdischen Textdichters durchsetzen. Es sollte eine kulturpolitische Demonstration werden, sogar Hitler hatte den Besuch der Premiere zugesagt. Als Strauss jedoch darauf bestand, dass statt „Oper nach Ben Jonson“ Zweigs Name auf den Plakaten und Abendzetteln abgedruckt wurde, boykottierten die Nazi-Größen die Aufführung. Nachdem die Gestapo, die Strauss als Vorsitzenden der Reichsmusikkammer überwachte, auch noch einen völlig ungenierten Brief abfing, den dieser in seiner Freude über die gelungene Premiere an Zweig geschrieben hatte, fiel der Komponist endgültig in Ungnade. Das Stück verschwand nach nur drei Wiederholungen vom Spielplan der Dresdner Oper und wurde auch sonst nirgends in Deutschland aufgeführt. Strauss musste „aus gesundheitlichen Gründen“ vom Vorsitz der Reichsmusikkammer zurücktreten.
Strauss’ Verbindung zu Zweig riss trotz der Emigration des Dichters und trotz dessen (vorsichtiger) Kritik am Verhalten des Komponisten nicht ganz ab. Die Spätwerke Friedenstag und Capriccio gehen auf ein Libretto bzw. eine Idee Zweigs zurück.

### Aufführungsgeschichte

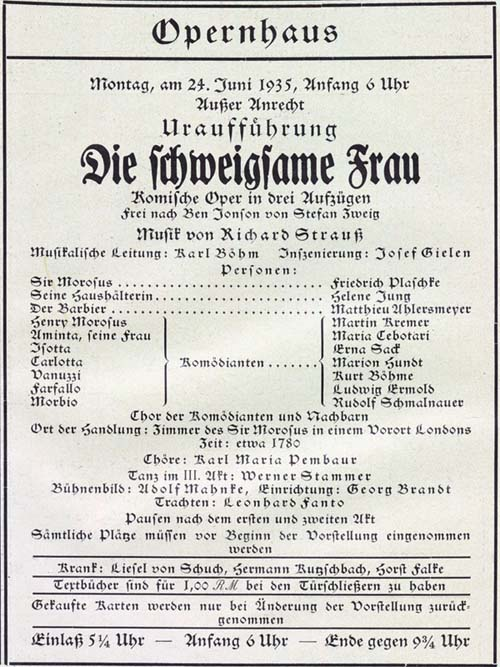
Theaterzettel 1935

Die Uraufführung am 24. Juni 1935 – dirigiert von Karl Böhm, inszeniert von Josef Gielen und mit Maria Cebotari und Kurt Böhme in den Hauptpartien, Erna Sack als Isotta,  – war ein großer Erfolg beim Publikum. Nach der Absetzung durch die Nazis fanden im deutschsprachigen Raum bis 1945 aber nur noch Aufführungen in Graz (1936) und Zürich (1942) statt, darüber hinaus zeigten Prag und Mailand das Werk.
1946 versuchte Dresden mit einer Aufführung im Kleinen Haus die Oper zu rehabilitieren; Berlin, München und Wiesbaden folgten. Viel Beachtung fand 1959 eine Aufführung bei den Salzburger Festspielen; Uraufführungsdirigent Karl Böhm präsentierte eine um ca. 45 Minuten gekürzte Version der Oper in hervorragender Besetzung (siehe Diskographie). Doch außer in Wien – wo man die Oper über die Jahre mehrmals inszenierte, erstmals am 1. März 1968, mit Silvio Varviso, Hans Hotter und Mimi Coertse –, in München und Dresden fehlte das Stück auch weiterhin auf den Spielplänen der größeren Häuser. An kleinen Häusern (vor einigen Jahren z. B. an der Opera Long Beach) erwies sich das Werk jedoch stets als bühnenwirksam.

## Gestaltung

### Orchesterbesetzung
3 Flöten (3. auch Piccolo), 2 Oboen, Englischhorn, D-Klarinette, 2 Klarinetten, Bassklarinette, 3 Fagotte (3. auch Kontrafagott), 4 Hörner, Trompeten, 3 Posaunen, Basstuba, Pauken, Schlagzeug, 4 Glocken, Harfe, Celesta, Cembalo, Orgel, Streicher
Aufführungsdauer (ungekürzt): ca. 3 Stunden (erster Aufzug ca. 55 Minuten, zweiter Aufzug ca. 70 Minuten, dritter Aufzug ca. 50 Minuten)

### Musik
Abfällig äußert sich die Kritik oft über das „tönende Flachrelief“ (Schreiber) der Schweigsamen Frau. Auch Strauss gab freimütig zu, dass ihm das Komponieren nicht mehr mit der Leichtigkeit früherer Jahre von der Hand ging. Im Strauss’schen Œuvre nimmt das Werk insofern eine Sonderstellung ein, als mit der Figur des Henry eine der wenigen „sympathischen“ Tenorpartien bei Strauss geschaffen wurde (wenngleich, wie so oft bei den Strauss-Tenören, stimmlich z. T. extrem anspruchsvoll). Weiterhin ist das Werk, wohl auch bedingt durch die musikalische Gattung der „komischen Oper“, durch eine Vielzahl von mehr oder weniger in sich abgeschlossener „Nummern“ strukturiert, z. B. die beiden Kanzonen des Barbiers im 1. und 2. Aufzug, das große Sextett im 2. Aufzug, mehrere arienhafte Solostellen für Aminta und Henry und Ensembles sowie das große burleske Finale des 1. Aufzuges.
Strauss stattete die Schweigsame Frau mit einer Überfülle musikalischer Einfälle aus, mit lärmenden Ensembles, mit teils genialer, teils geradezu platter Klangmalerei, einem anarchistischen Finale des ersten Aufzugs, einem berückend schönen Schluss des Mittelakts und einem versöhnlich-lyrischen Schluss des dritten Aufzugs. Es wechseln leichter Komödienton und große Arie ab, Strauss zitiert munter sich selbst und ein Dutzend anderer Komponisten, er kopiert Rossini, lässt seine Protagonisten Monteverdi singen und unterlegt einige Stellen mit Musik altenglischer Komponisten.
- Richard Strauss: Die schweigsame Frau. Klavierauszug mit Text  von Felix Wolfes, Berlin: Fürstner o. J. [ca. 1935].

## Diskografie
- GA 1959 (live); Karl Böhm; Hans Hotter (Morosus), Fritz Wunderlich (Henry), Hermann Prey (Barbier), Hilde Güden (Aminta), Georgine von Milinkovic (Haushälterin); Wiener Philharmoniker (DGG)
- GA 1971 (live); Wolfgang Sawallisch; Kurt Böhme, Barry McDaniel, Donald Grobe, Reri Grist, Martha Mödl; Orchester der Bayer. Staatsoper (Orfeo)
- GA 1976 Leif Segerstam; Marius Rintzler (Morosus), Romano Emili (Henry), Peter-Christoph Runge (Barbier), Edita Gruberová (Aminta), Gwynn Cornell (Haushälterin); Aurelia Schwenninger (Carlotta);Orchestre National de France
- GA 1977 (ohne Striche); Marek Janowski; Theo Adam (Morosus), Eberhard Büchner (Henry), Wolfgang Schöne (Barbier), Jeanette Scovotti (Aminta), Annelies Burmeister (Haushälterin); Staatskapelle Dresden (EMI)
- GA 1993; Pinchas Steinberg; Kurt Moll (Morosus), Deon van der Walt (Henry), Eike Wilm Schulte (Barbier), Cyndia Sieden (Aminta), Reinhild Runkel (Haushälterin); Münchner Rundfunkorchester (Koch)
- GA 2013; Frank Beermann; Franz Hawlata (Morosus), Bernhard Berchtold (Henry), Andreas Kindschuh (Barbier), Julia Bauer (Aminta), Monika Straube (Haushälterin), Guibee Yang (Isotta), Tiina Penttinen (Carlotta), Matthias Winter (Carlo Morbio), Kouta Räsänen (Cesare Vanuzzi), Martin Gäbler (Giuseppe Farfallo); Robert-Schumann-Philharmonie Chemnitz (cpo)